# Берковці (Моравське Топлице)
Берковці (словен. Berkovci) — поселення в общині Моравське Топлице, Помурський регіон, Словенія. Висота над рівнем моря: 249,4 м.